# Образцов, Хрисанф Иванович
Хрисанф Иванович Образцов(1768 — 25 августа 1847, Саратов) — потомственный почетный гражданин, купец 1-й гильдии, бывший Саратовский городской голова, крупный местный благотворитель.
Родился в 1768 году в небогатой семье и в молодости нередко испытывал тяжелую нужду, но, благодаря своему практичному уму и трудолюбию, ему вскоре, однако, удалось побороть материальные недостатки и даже приобрести довольно значительное состояние. Став человеком обеспеченным, он, однако, не забывал и тех, кто, как и он в былое время, нуждался в материальной поддержке, всегда умея оказать помощь вовремя и деликатно. Его особенное внимание привлекала к себе участь малолетних сирот, которых он или брал к себе в дом, или же поручал их воспитание честным небогатым людям, платя им за это. У Х. И. Образцова и на его средства получило воспитание несколько десятков сирот. Кроме того, Образцов, очень много жертвовал на построение иукрашение церквей и на устройство школ. Вообще, он всегда охотно откликался на всякое предложение пожертвовать что-либо на доброе дело, а нередко и сам был инициатором таких предложений. В Саратове Образцов, занимавший одно время должность городского головы, пользовался глубоким уважением сограждан и ни одно более важное и интересное городское дело не решалось без его участия. Х. И. Образцов скончался в Саратове от холеры 25 августа 1847 года на 80 году от рождения. Тело его погребено на кладбище Саратовского Спасо-Преображенского монастыря.